# 马塞尔·布朗热
马塞尔·布朗热（法語：Marcel Boulenger，1873年9月9日—1932年5月21日），法国前男子击剑运动员。他曾代表法国参加1900年夏季奥林匹克运动会击剑比赛，获得男子个人花剑铜牌。